# HC Cvočkaři Hořovice
HC Cvočkaři Hořovice (celým názvem: Hockey Club Cvočkaři Hořovice) je český klub ledního hokeje, který sídlí ve městě Hořovice ve Středočeském kraji. Založen byl v roce 1927. Svůj současný název nese od roku 2010. Od sezóny 2013/14 působí ve Středočeské krajské soutěži, páté české nejvyšší soutěži ledního hokeje. Klubové barvy jsou modrá a žlutá.
Své domácí zápasy odehrává na zimním stadionu Hořovice s kapacitou 500 diváků.

## Přehled ligové účasti
Stručný přehled
Zdroj:
- 1949–1950: Středočeská I. třída – sk. E (3. ligová úroveň v Československu)
- 1959–1960: Oblastní soutěž – sk. C (3. ligová úroveň v Československu)
- 2008–2009: Středočeský meziokresní přebor (6. ligová úroveň v České republice)
- 2009–2012: Středočeská krajská soutěž (5. ligová úroveň v České republice)
- 2012–2013: Středočeský meziokresní přebor (6. ligová úroveň v České republice)
- 2013–2017: Středočeská krajská soutěž (5. ligová úroveň v České republice)
- 2017– : Středočeská krajská soutěž – sk. Jih (5. ligová úroveň v České republice)

Jednotlivé ročníky
Zdroj:
Legenda: ZČ - základní část, červené podbarvení - sestup, zelené podbarvení - postup, fialové podbarvení - reorganizace, změna skupiny či soutěže
| Československo (1949 – 1993) |                                        |           |           |                                       |              |
| Sezóny                       | Soutěž                                 | Úroveň    | ZČ        | Play-off, nadstavba, sk. o udržení... | Poznámky     |
| 1949/50                      | Středočeská I. třída – sk. E           | 3. úroveň | 1. místo  | Finálová skupina C (?. místo)         | Reorganizace |
| ...                          |                                        |           |           |                                       |              |
| 1959/60                      | Oblastní soutěž – sk. C                | 3. úroveň | 3. místo  |                                       | Reorganizace |
| ...                          |                                        |           |           |                                       |              |
| Česko (1993 – )              |                                        |           |           |                                       |              |
| Sezóny                       | Soutěž                                 | Úroveň    | ZČ        | Play-off, nadstavba, sk. o udržení... | Poznámky     |
| ...                          |                                        |           |           |                                       |              |
| 2008/09                      | Středočeský meziokresní přebor – sk. B | 6. úroveň | 1. místo  | Finálová skupina (1. místo)           | Postup       |
| 2009/10                      | Středočeská krajská soutěž             | 5. úroveň | 9. místo  |                                       |              |
| 2010/11                      | Středočeská krajská soutěž             | 5. úroveň | 7. místo  |                                       |              |
| 2011/12                      | Středočeská krajská soutěž             | 5. úroveň | 8. místo  |                                       | Sestup       |
| 2012/13                      | Středočeský meziokresní přebor – sk. B | 6. úroveň | 5. místo  | Zápas o 9. místo (prohra)             | Reorganizace |
| 2013/14                      | Středočeská krajská soutěž             | 5. úroveň | 8. místo  |                                       |              |
| 2014/15                      | Středočeská krajská soutěž             | 5. úroveň | 8. místo  |                                       |              |
| 2015/16                      | Středočeská krajská soutěž             | 5. úroveň | 11. místo |                                       |              |
| 2016/17                      | Středočeská krajská soutěž             | 5. úroveň | 11. místo |                                       | Reorganizace |
| 2017/18                      | Středočeská krajská soutěž – sk. Jih   | 5. úroveň | 6. místo  |                                       |              |
| 2018/19                      | Středočeská krajská soutěž – sk. Jih   | 5. úroveň | 6. místo  |                                       |              |
| 2019/20                      | Středočeská krajská soutěž – sk. Jih   | 5. úroveň |           |                                       |              |